# Luis Federico Barreda Murillo
Luis Federico Barreda Murillo (Nuñoa, Perú en el 4 de junio de 1928 - 22 de mayo del 2009) fue un arqueólogo e investigador peruano que realizó importantes hallazgos para el acervo cusqueño, los cuales se exhiben en el Museo Inca. Ayudante y luego compañero de excavaciones del Dr. Chávez Ballón. Fue homenajeado por el Instituto Nacional de Cultura de Perú y la Municipalidad del Cusco por su labor investigativa.

## Biografía
Nace en Nuñoa, (Provincia de Melgar, Departamento de Puno, Perú) el 4 de junio de 1928, hijo de Federico Barreda del Carpio de Arequipa y Esther Murillo de Barreda. Esposo de la crítica y teórica del arte Rosa Faccaro y padre de la artista argentina Fabiana Barreda y Luis Octavio Barreda Faccaro.
Su interés por la arqueología comenzó a temprana edad cuando encontró cerca de su pueblo diversas edificaciones, a las que posteriormente incentivó a viajar a sus profesores y compañeros de primaria. Cursó estudios en el Colegio Mateo Pumacahua, en Sicuani, y fue alumno de Geografía e Historia del Dr. Chávez Ballón, importante figura y docente de la arqueología peruana que formó parte de la Expedición Arqueológica al Sur del Perú y arqueólogo residente en Machu Picchu.  
Realizó sus estudios de Antropología en la Universidad San Antonio Abad, donde posteriormente fundó y dirigió la carrera de Arqueología. Trabajó en Cusco como arqueólogo e investigador y realizó relevamientos arqueológicos de momias y recuperó material cultural como piezas de cerámica. Fue guía arqueológico del Camino del Inca para National Geographic. Organizador del Inti Raymi en Machu Picchu. Entabló amistad con el fotógrafo Martín Chambi y Julia Chambi. Fue colaborador en importantes centros históricos, entre ellos se destaca su aporte a la fundación del Museo Inka en Cusco donde se encuentran exhibidos sus hallazgos.

## Publicaciones
- Autor de Arquitectura Incaica.

- Autor de su tesis de Doctorado  “Culturas Inka y pre-Inka del Cusco” (1973) Universidad Nacional San Antonio Abad del Cusco.
- Autor del libro Historia y Arqueología Pre Inca Cusco – Instituto de Arqueologia Andina de Machu Picchu.

- Archivo Luis Federico Barreda Murillo - Lucrepata – Cusco Perú.
- Figura en el libro Cuzco. Del mito a la historia junto a Jorge A. Flores Ochoa, Elizabeth Kuon Arce, Roberto Samanez Argumedo y Catherine Julien / Colección Arte y Tesoros del Perú. (2007)[4]